# قرية غوشن (نيويورك)
قرية غوشن (بالإنجليزية: Goshen (village), New York)‏ هي منطقة سكنية تقع في الولايات المتحدة في نيويورك (ولاية). يقدر عدد سكانها بـ 5,454 نسمة .

## معرض صور

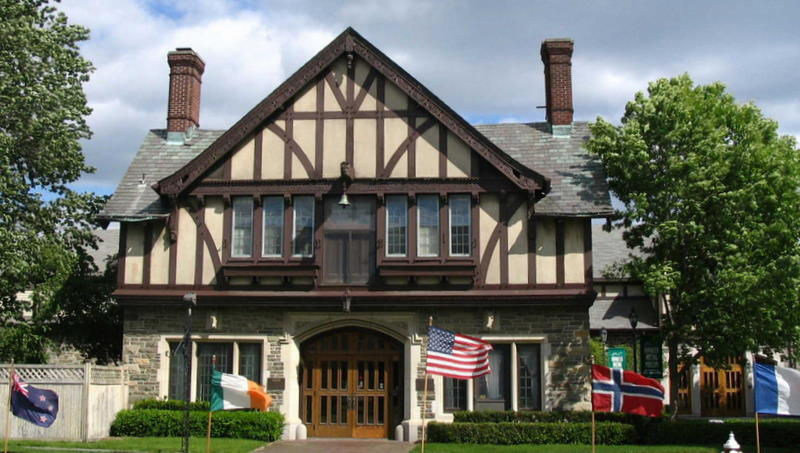
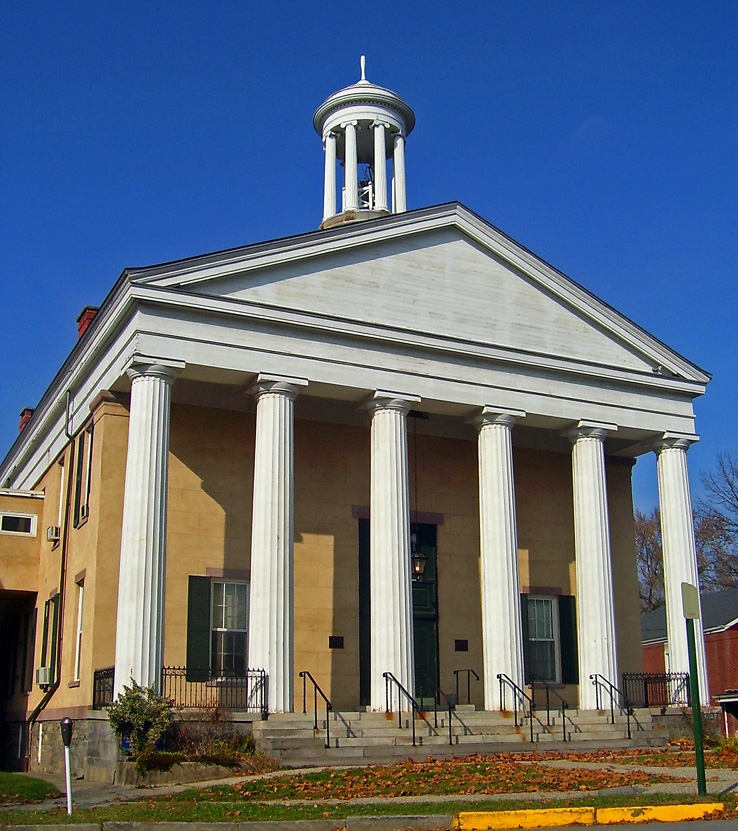
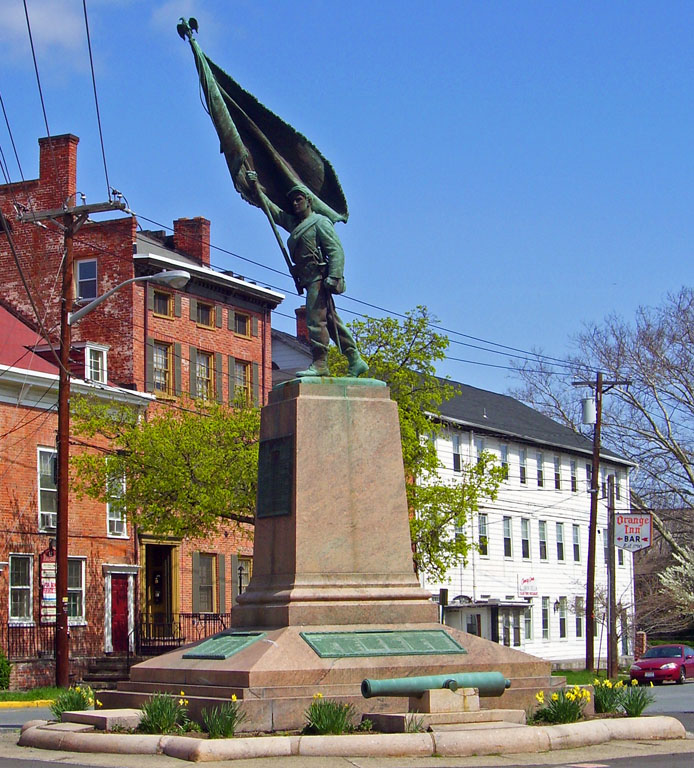